# Frank Selvy
Franklin Delano «Frank» Selvy (Corbin, Kentucky, 9 de noviembre de 1932-Simpsonville, Carolina del Sur, 13 de agosto de 2024) fue un jugador de baloncesto estadounidense que jugó durante nueve temporadas en la NBA.

## Trayectoria deportiva

### Universidad
Jugó durante 4 temporadas con los Paladins de la Universidad de Furman, promediando en las tres últimas 32,5 puntos en 78 partidos. Pero el hecho más destacado de la carrera universitaria de Selvy ocurriría en su última temporada. Con la nominación de All-American en el bolsillo y el título de máximo anotador nacional conseguido, sus entrenadores decidieron darle un homenaje en el último partido de la temporada, disputado el 13 de febrero de 1954 ante Newberry College. Lo llamaron La Noche de Frank Selvy. El partido fue el primero en ser televisado en directo en Carolina del Sur, y los entrenadores dieron órdenes a sus jugadores de jugar para él, con el objetivo de conseguir el mayor número de puntos posibles. Selvy, obligado por las circunstancias, anotó 41 de 66 tiros de campo y 18 de 22 tiros libres, anotando el último lanzamiento sobre la bocina desde medio campo para completar 100 puntos, convirtiéndose en el único jugador en conseguir esa cifra en un partido de la División I de la NCAA. Tiene más mérito ya que entonces no existía la línea de 3 puntos.

### Profesional
Fue elegido en la primera posición del Draft de la NBA de 1954 por Baltimore Bullets, quienes lo traspasaron a Milwaukee Hawks, donde realizó una gran primera temporada, promediando 19 puntos, 5,5 rebotes y 3,5 asistencias por partido. El equipo se trasladó a St. Louis, y fue entonces cuando tuvo que hacer una pausa en su trayectoria profesional para incorporarse al Ejército de los Estados Unidos. Jugó en Minneapolis Lakers, New York Knicks y Syracuse Nationals, para acabar regresando a los Lakers en la temporada 1959-60, donde jugaría sus últimas 5 temporadas antes de retirarse en 1964 con 31 años. Allí coincidió con jugadores de la talla de Jerry West y Elgin Baylor. Fue convocado en dos ocasiones para el All-Star Game, en 1955 y 1962.
En el total de su carrera promedió 10,8 puntos y 3,7 rebotes por partido.

## Estadísticas de su carrera en la NBA
| * | Líder de la liga |

### Temporada regular
| Año      | Equipo      | PJ  | MPP  | %TC  | %TL  | RPP | APP | PPP  |
| -------- | ----------- | --- | ---- | ---- | ---- | --- | --- | ---- |
| 1954–55  | Baltimore   | 11  | 39.3 | .378 | .730 | 7.0 | 2.7 | 22.1 |
| 1954-55  | Milwaukee   | 60  | 37.3 | .378 | .727 | 5.3 | 3.6 | 18.4 |
| 1955–56  | St. Louis   | 17  | 26.1 | .366 | .746 | 3.2 | 2.1 | 11.0 |
| 1957–58  | St. Louis   | 26  | 7.5  | .193 | .563 | 2.0 | .6  | 2.3  |
| 1957-58  | Minneapolis | 12  | 19.3 | .333 | .690 | 2.9 | 1.6 | 6.3  |
| 1958-59  | New York    | 68  | 21.3 | .385 | .767 | 3.6 | 1.4 | 9.8  |
| 1959-60  | Syracuse    | 19  | 11.4 | .383 | .646 | 2.5 | 1.6 | 5.4  |
| 1959-60  | Minneapolis | 43  | 25.4 | .396 | .763 | 3.0 | 1.9 | 10.7 |
| 1960-61  | L.A. Lakers | 77  | 28.0 | .405 | .753 | 3.9 | 3.2 | 10.8 |
| 1961-62  | L.A. Lakers | 79  | 35.5 | .420 | .738 | 5.2 | 4.8 | 14.7 |
| 1962-63  | L.A. Lakers | 80* | 29.6 | .424 | .714 | 3.6 | 3.5 | 10.3 |
| 1963-64  | L.A. Lakers | 73  | 17.6 | .378 | .639 | 1.9 | 2.0 | 5.5  |
| total    | total       | 565 | 26.4 | .394 | .728 | 3.7 | 2.8 | 10.8 |
| All-Star | All-Star    | 2   | 15.0 | .200 | .750 | 3.5 | 1.0 | 3.5  |

### Playoffs
| Año   | Equipo      | PJ  | MPP  | %TC  | %TL   | RPP | APP | PPP  |
| ----- | ----------- | --- | ---- | ---- | ----- | --- | --- | ---- |
| 1959  | New York    | 2   | 21.5 | .500 | .818  | 2.0 | 1.5 | 14.5 |
| 1960  | Minneapolis | 9   | 36.7 | .359 | .705  | 6.1 | 3.2 | 15.7 |
| 1961  | L.A. Lakers | 12* | 30.9 | .387 | .771  | 3.7 | 4.2 | 10.3 |
| 1962  | L.A. Lakers | 13  | 36.8 | .434 | .846  | 5.6 | 5.0 | 12.7 |
| 1963  | L.A. Lakers | 13* | 24.4 | .395 | .813  | 3.5 | 2.8 | 7.9  |
| 1964  | L.A. Lakers | 3   | 23.0 | .481 | 1.000 | 1.7 | 2.0 | 9.3  |
| Total | Total       | 52  | 30.9 | .403 | .786  | 4.3 | 3.6 | 11.3 |